# Karel Ančerl

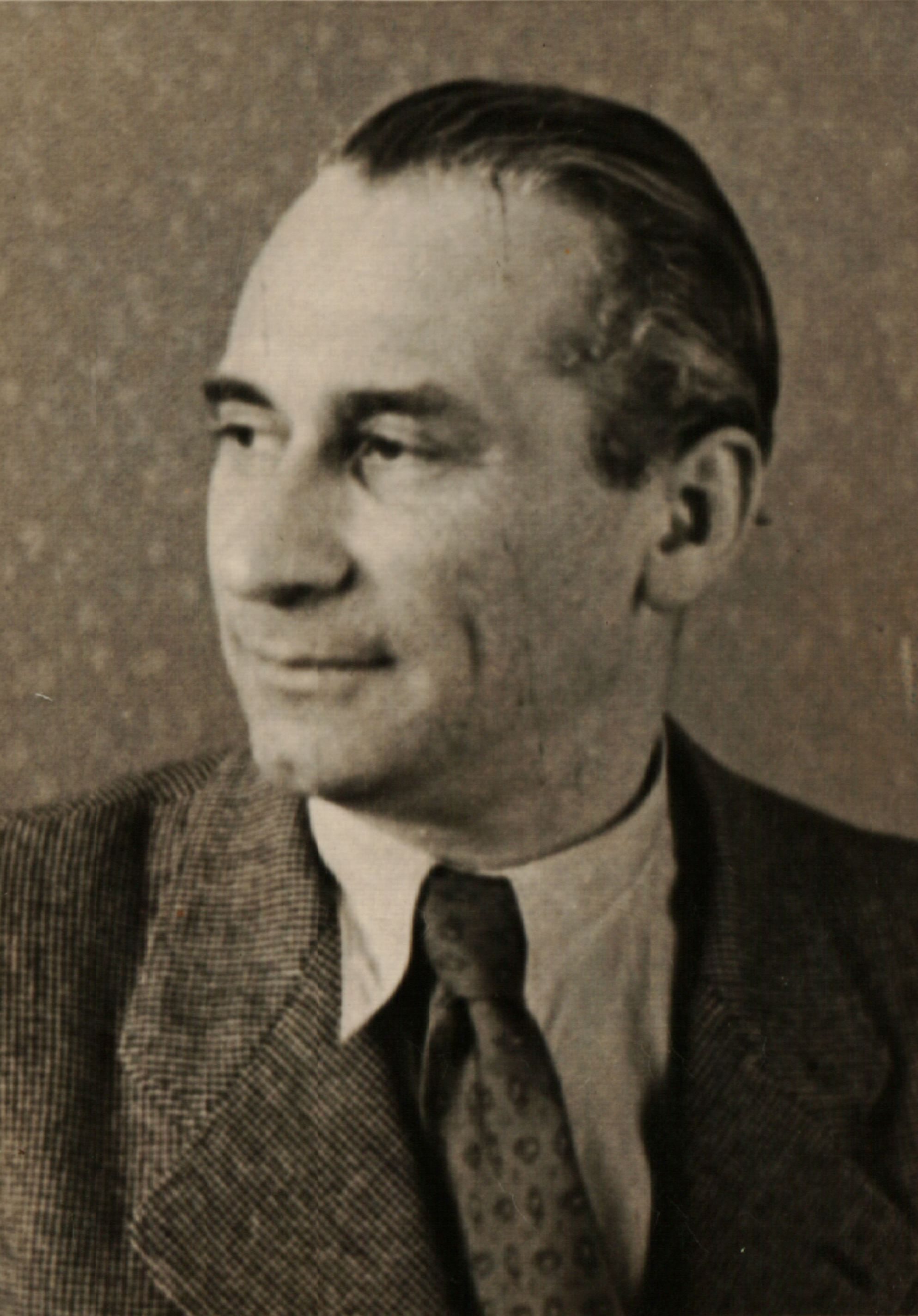
Karel Ančerl (undatiert)

Karel Ančerl (ursprünglich Antscherl, geboren 11. April 1908 in Tučapy, Österreich-Ungarn; gestorben 3. Juli 1973 in Toronto, Kanada) war ein tschechischer Dirigent. Er war viele Jahre Leiter der Tschechischen Philharmonie.

## Biographie
Karel Ančerl wurde in einer wohlhabenden jüdischen Familie geboren und wurde mit elf Jahren als Geiger Orchestermitglied in seiner Heimatgemeinde. Gegen den Willen seiner Eltern studierte er am Konservatorium Prag Komposition bei  Jaroslav Křička, Dirigieren bei Pavel Dědeček und Schlagzeug. Großen Einfluss übten auf ihn in dieser Zeit auch Alois Hába sowie der damalige Chefdirigent der Tschechischen Philharmonie Václav Talich aus.
Von 1931 bis 1933 leitete Ančerl das Orchester des avantgardistischen Prager Theaters Osvobozené divadlo und war anschließend Dirigent beim Tschechoslowakischen Rundfunk. Nach dem Einmarsch der Wehrmacht und der Annexion Tschechiens 1939 verlor er alle Ämter und wurde 1942 ins Ghetto Theresienstadt deportiert. Die Filmaufnahmen des unter Zwang entstandenen Propagandafilms Theresienstadt zeigen ihn 1944 in einer Szene, wie er das KZ-Orchester zu dirigieren hatte. Als Einziger seiner Familie und fast aller Darsteller des Films überlebte er die Ghettohaft und die anschließende Deportation in das KZ Auschwitz.
Nach dem Ende des Zweiten Weltkriegs wirkte Ančerl unter anderem an der Prager Oper des 5. Mai als künstlerischer Direktor, bevor er am 1. September 1947 Chefdirigent des Prager Rundfunksinfonieorchesters wurde.
Im Oktober 1950 wurde Ančerl zum künstlerischen Direktor der Tschechischen Philharmonie ernannt, der er in den folgenden Jahren bis 1968 einen Spitzenplatz unter den Orchestern des Ostblocks sicherte und Einladungen in die ganze Welt einbrachte. Er erweiterte das Repertoire vor allem um moderne Musik (Schönberg, Bartók, Britten) und setzte sich mit Hingabe auch für unpopuläre Komponisten seines Heimatlandes wie Bohuslav Martinů ein. 
Nach der Niederschlagung des Prager Frühlings emigrierte Ančerl im August 1968 nach Kanada und leitete dort bis 1972 das Toronto Symphony Orchestra. Seine Grabstätte ist auf dem Vyšehrader Friedhof in Prag zu finden.

## Diskographie
Die typischen, häufig als „dunkel“ beschriebenen Farben seines Orchesters und Ančerls interpretatorische Leistungen wurden auf einer 43 Volumina umfassenden CD-Edition von Supraphon festgehalten und ab 2002 unter dem Namen Karel Ančerl Gold Edition herausgegeben. Diese Aufnahmen berücksichtigen auch unbekanntere tschechische Kompositionen (z. B. „In der Tatra“ von Vítězslav Novák oder die „Sieben Reliefs“ von Jarmil Burghauser).
Das französische Klassiklabel Tahra hat seit Beginn der CD-Ära Liveaufnahmen mit verschiedenen Orchestern unter der Leitung Ančerls veröffentlicht, die einen Überblick über sein Repertoire vermitteln.